# El alienista
El alienista (en portugués: O Alienista) es una obra literaria satírica del autor brasileño Joaquim Machado de Assis. 
Publicado en 1882 como parte del volumen de cuentos Papéis Avulsos, se había publicado anteriormente en A Estação (Río de Janeiro), del 15 de octubre de 1881 al 15 de marzo de 1882. Se discute si se trata de un cuento o de una novela corta.
Relata la historia del Dr. Bacamarte, un psiquiatra (denominado alienista en aquella época) que funda la Casa Verde, un lugar para realizar estudios sin precedentes sobre la mente humana, pero acaba perdiéndose en su propia locura.

## Traducciones
Castellano
- El alienista. Menoscuarto Ediciones, 2009. ISBN 978-84-96675-25-4.
- El alienista. Tr. Remy Gorga, filho, con la colaboración de Fernando Balseca. Ecuador: Colección Luna de bolsillo, 2011. ISBN 978-9942-908-06-3.
- El alienista y otros relatos. Tr. Santiago Kovadloff, prólogo de Rodolfo Mendoza Rosendo. México: Biblioteca del universitario No. 48, 2013. Universidad Veracruzana, ISBN 978-607-502-246-8.
- El alienista. Tr. Jorge García Bedia. Pamplona: Eneida Editorial, 2015. ISBN 978-849-249-112-4.
- El alienista. Tr. Pablo Alejos Flores. Lima, 2024. ISBN 978-612-00-9326-9.

Esperanto
- La alienisto. Tr. Paulo Sérgio Viana. Fonto, 1997.

Inglés
- The Psychiatrist, and Other Stories. Tr. William L. Grossman (novela y tres cuentos), Helen Caldwell (8 cuentos). University of California, 1963.
- The Alienist and Other Stories of Nineteenth-century Brazil. Tr. John Charles Chasteen, Hackett, 2013.